# هونغ ري نا
هونغ ري نا (7 فبراير 1968) ممثلة كورية معتزلة. اشتهرت بدور غوم يونغ في مسلسل جوهرة القصر. اعتزلت عام 2004 .

## روابط خارجية
هونغ ري نا على موقع IMDb (الإنجليزية)
- هونغ ري نا على موقع قاعدة بيانات الفيلم (الإنجليزية)